# Herbert Lindlar
Herbert Wilson Lindlar (Sheffield, 15 maart 1909 – 27 juni 2009) was een Brits-Zwitserse scheikundige. Hij is hoofdzakelijk bekend om de ontwikkeling van zijn katalysator voor de selectieve hydrogenering van een alkyn tot een cis-alkeen, de Lindlar-katalysator.

## Biografie
Hoewel hij in Engeland geboren werd, verhuisde Lindlar in 1919 met zijn familie naar Zwitserland. Hij studeerde aan het ETH Zürich en aan de Universiteit van Bern, en behaalde in 1939 zijn doctorstitel met zijn proefschrift Über das Verhalten der Dicarbonsäuren bei der Ureidbildung. Na zijn studies ging hij aan de slag bij het farmaceutische bedrijf Hoffmann-La Roche. Daar zou hij, mits een onderbreking van 4 jaar, tot zijn pensioen in 1974 werken. Gedurende deze 4 jaar werkte Lindlar in Zürich en Bazel als Britse vice-consul.
Lindlar stierf op 100-jarige leeftijd.